# Алехандро Перес Наварро
Алехандро Перес Наварро (ісп. Alejandro Pérez Navarro, нар. 11 серпня 1991, Мадрид) — іспанський футболіст, центральний захисник клубу «Луго».

## Ігрова кар'єра
Народився 11 серпня 1991 року в Мадрид. Вихованець юнацьких команд «Москардо» та «Хетафе».
У дорослому футболі дебютував 2010 року виступами за «Хетафе Б», а в сезоні 2011/12 дебютував за головну команду в Ла-Лізі. Утім до найближчих планів її тренерського штабу не входив і протягом 2012–2014 років здобував ігрову практику граючи на умовах оренди за «Уеску», болгарський «Левскі» та «Рекреатіво».
Після відрядження в останній клуб повернувся до «Хетафе», де провів сезон 2014/15, так і не взявши участі у жодній офіційній грі.
У 2015–2016 роках грав у США за «Північну Кароліну», після чого повернувся на батьківщину, де виступав за друголігові «Реал Вальядолід» та «Спортінг» (Хіхон).
Сезон 2019/20 провів у німецькій «Армінії» (Білефельд), де провів лише декілька іго за команду, що виграла того сезону Другу Бундеслігу.
2020 року повернувся на батьківщину і став гравцем «Логроньєса», а за рік перейшов до іншого представника Сегунди, «Луго».

## Статистика виступів

### Статистика клубних виступів
Станом на 16 січня 2018
| Сезон                         | Команда                       | Чемпіонат                     | Чемпіонат | Чемпіонат | Національний кубок | Національний кубок | Національний кубок | Континентальні кубки | Континентальні кубки | Континентальні кубки | Інші змагання | Інші змагання | Інші змагання | Усього | Усього | Усього |
| Сезон                         | Команда                       | Ліга                          | Ігор      | Голів     | Ліга               | Ігор               | Голів              | Ліга                 | Ігор                 | Голів                | Ліга          | Ігор          | Голів         | Ігор   | Голів  |        |
| ----------------------------- | ----------------------------- | ----------------------------- | --------- | --------- | ------------------ | ------------------ | ------------------ | -------------------- | -------------------- | -------------------- | ------------- | ------------- | ------------- | ------ | ------ | ------ |
| 2010–11                       | «Хетафе»                      | ПД                            | 0         | 0         | КІ                 | 1                  | 0                  | ЛЄ                   | 1                    | 0                    |               | -             | -             | 2      | 0      |        |
| 2011–12                       | «Хетафе»                      | ПД                            | 2         | 0         | КІ                 | 1                  | 0                  |                      | -                    | -                    |               | -             | -             | 3      | 0      |        |
| 2012–13                       | «Уеска»                       | СД                            | 12        | 0         | КІ                 | 1                  | 0                  |                      | -                    | -                    |               | -             | -             | 13     | 0      |        |
| 2013-січ. 2014                | «Левскі»                      | ПФГ-А                         | 13        | 0         | КБ                 | 2                  | 0                  |                      | -                    | -                    |               | -             | -             | 15     | 0      |        |
| січ.-черв. 2014               | «Рекреатіво»                  | СД                            | 3         | 0         | КІ                 | 0                  | 0                  |                      | -                    | -                    |               | -             | -             | 3      | 0      |        |
| 2014–15                       | «Хетафе»                      | ПД                            | 0         | 0         | КІ                 | 0                  | 0                  |                      | -                    | -                    |               | -             | -             | 0      | 0      |        |
| Усього за «Хетафе»            | Усього за «Хетафе»            | Усього за «Хетафе»            | 2         | 0         |                    | 1                  | 0                  |                      | 1                    | 0                    |               | -             | -             | 4      | 0      |        |
| 2015                          | «Північна Кароліна»           | NASL                          | 5         | 1         | ВК США             | 0                  | 0                  |                      | -                    | -                    |               | -             | -             | 5      | 1      |        |
| 2016                          | «Північна Кароліна»           | NASL                          | 10        | 1         | ВК США             | 2                  | 0                  |                      | -                    | -                    |               | -             | -             | 12     | 1      |        |
| Усього за «Північну Кароліну» | Усього за «Північну Кароліну» | Усього за «Північну Кароліну» | 15        | 2         |                    | 2                  | 0                  |                      | -                    | -                    |               | -             | -             | 17     | 2      |        |
| 2016–17                       | «Реал Вальядолід»             | СД                            | 35        | 1         | КІ                 | 4                  | 0                  |                      | -                    | -                    |               | -             | -             | 39     | 1      |        |
| 2017–18                       | «Спортінг» (Хіхон)            | СД                            | 21        | 1         | КІ                 | 1                  | 0                  |                      | -                    | -                    |               | -             | -             | 22     | 1      |        |
| Усього за кар'єру             | Усього за кар'єру             | Усього за кар'єру             | 101       | 4         |                    | 12                 | 0                  |                      | 1                    | 0                    |               | -             | -             | 114    | 4      |        |